# Watari (Miyagi)
Watari (jap. 亘理町, -chō) ist eine japanische Stadt im gleichnamigen Landkreis der Präfektur Miyagi.

## Geografie

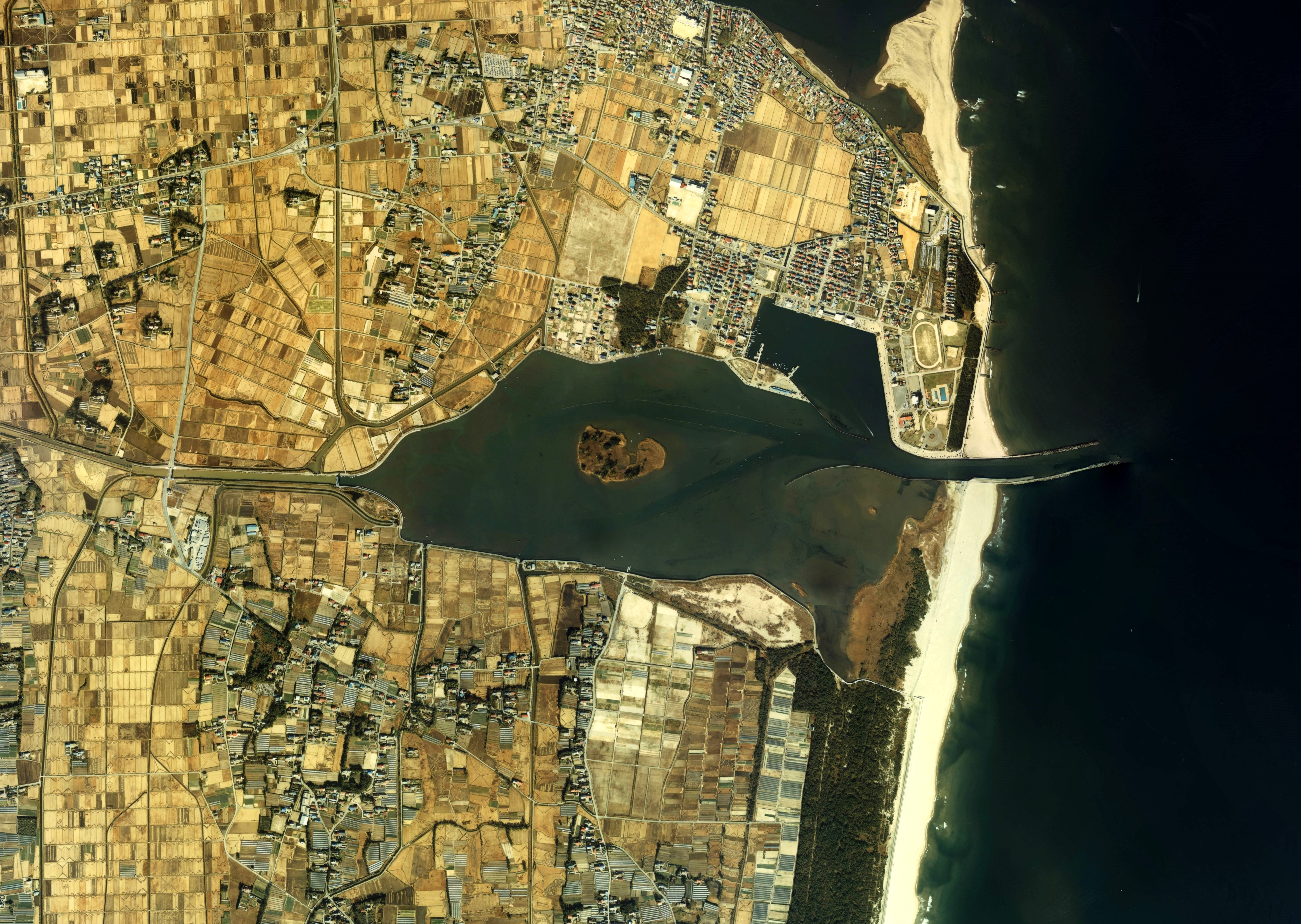
Torinoumi-Lagune mit der Insel Hiruzuka an der Küste von Watari (aus 8 Luftaufnahmen von 1984 zusammengesetztes Luftbild in Farbe), erstellt vom MLIT.

Watari liegt an dem Abukuma, der die nördliche Grenze des Gemeindegebietes bildet und dort in die Sendai-Bucht fließt. Die höchste Erhebung ist der Shihō-zan (四方山) mit 272 m T.P. auf der Grenze zum westlich gelegenen Kakuda und Yamamoto im Süden. Nördlich am anderen Ufer des Abukuma erstreckt sich Iwanuma.
Die rechte Seite der Flussmündung wird als Arahama-Distrikt  bezeichnet, der über einen Bade- und Surfstrand verfügt. Ebenfalls in diesem Gebiet südlich der Flussmündung befindet sich die 1,30 km² große und 4,4 m tiefe Brackwasser-Lagune Torinoumi (鳥の海), deren nordöstlicher Teil als Naturhafen genutzt wird. Die Lagune erhält Süßwasser durch ein System von Bewässerungskanälen für die umliegenden Felder, die dem Abukuma Wasser entnehmen. Innerhalb liegt das etwa 4 ha große Eiland Hiruzuka (蛭塚).
Das Wohngebiet von Arahama (荒浜) liegt zwischen dem Fluss und dem See.

## Geschichte
Der Landkreis Watari in der Schreibweise 曰理[郡] wird erstmals im Shoku Nihongi in einem auf das Jahr 718 datierten Eintrag erwähnt.
Während der Edo-Zeit gehörte das Gebiet zum Lehen (han) Sendai und Date Shigezane errichtete hier die Burg Watari (亘理城 Watari-jō), um die sich herum eine Burgstadt (Jōkamachi) bildete, die die Keimzelle des heutigen Watari war. Auf der Burg residierte dabei die Watari-Linie des Date-Klans. Die Stadt war zudem eine Poststation der alten Fernstraße Rikuzenhama-kaidō, der die heutige Nationalstraße 6 folgt.
Während der frühen Meiji-Zeit wanderten die Samurai nach Hokkaidō aus und gründeten die Stadt Date-Mombetsu (heute: Date). Die Wirtschaft Wataris bildeten die Sake-Brauereien, die Ölherstellung, Bauholzproduktion und Geräteherstellung. Der Hafen Arahama an der Flussmündung diente als Verschiffungshafen von Reis in die Hauptstadt Edo (heute: Tokio).
Die heutige Gemeinde Watari entstand am 1. April 1889 bei der Neuorganisation des japanischen Gemeindewesens. Zum 1. Februar 1955 wurde die Nachbarstadt Arahama (荒浜町, -machī), sowie die Nachbardörfer Yoshida (吉田村, -mura) und Ōkuma (逢隈村, -mura) eingemeindet.

## Tōhoku-Erdbeben 2011

### Ausmaß der Überflutung und Schäden
Am 11. März 2011 wurde die Stadt vom Tōhoku-Erdbeben und dem darauffolgenden Tsunami getroffen. Der Fluss Abukama war – wie in Japa üblich – durch Flussdämme geschützt, die selbst keinen sichtbaren Schaden erlitten. Doch war der Tsunami höher als die Flussdämme, überschritt diese und verursachte Schäden des dahinter liegenden Gebiets. An anderen Orten entlang des Küstenverlaufs waren Küstendeiche als Schutz gegen von Taifunen verursachte Sturmfluten errichtet worden, die jedoch vom Tsunami an vielen Orten völlig zerstört wurden. Das Überschreiten dieser Küstendeiche durch den Tsunami führte zur Unterspülung ihrer Rückseite. Dadurch wurde ihre Konstruktion untergraben, was zur Freilegung ihres zentralen Sand- und Kieskernes führte, der so vom Tsunami leicht erodiert wurde, was schließlich den Zusammenbruch des Deichkörpers mit sich zog. Auch Küstendeiche im Distrikt Arahama der Stadt Watari konnten dem Tsunami nicht standhalten und wurden zerstört.
Während in Nähe der Küstendeiche Überflutungshöhen von 7,56 m gemessen wurden, betrugen sie im landeinwärts gelegenen Gebiet 4,82 m.
Der Tsunami überflutete in der Stadt Watari eine Fläche, in der (mit Stand von 2010) 10.920 Menschen in 3.230 Haushalten gelebt hatten. 23,2 % dieser in den Überflutungsgebieten lebenden Menschen in Watari waren im Jahr 2010 65 Jahre oder älter gewesen.
Die Anzahl der völlig zerstörten Wohngebäude wird auf 2.389 und die der teilweise zerstörten auf 1.150 beziffert.

### Opfer
Die Brand- und Katastrophenschutzbehörde meldete in ihrem Schadensbericht 283 Tote und 4 Vermisste in Watari.
Gemessen an der Gesamtbevölkerung Wataris, die bei der Volkszählung von 2010 mit 34.845 angegeben worden war, betrug die Opferrate durch die Katastrophe von 2011 0,8 %, wenn alle in dem 157. FDMA-Schadensbericht vom 7. März 2018 registrierten Toten und Vermissten berücksichtigt werden beziehungsweise 0,77 %, wenn von den registrierten Opfern die von der Wiederaufbaubehörde (Reconstruction Agency, RA) gemeldeten katastrophenbedingten Todesfälle abgezogen werden, wodurch sich eine Zahl von 270 Toten und Vermissten ergibt. Mit der gleichen Datengrundlage, aber allein auf das Überflutungsgebiet des Tsunamis in Natori bezogen, das eine Fläche von 35 km² umfasste, ergab sich eine Opferquote von 1,92 %.

Galerie: Auswirkungen in Watari nach dem Erdbeben und Tsunami vom 11. März 2011:
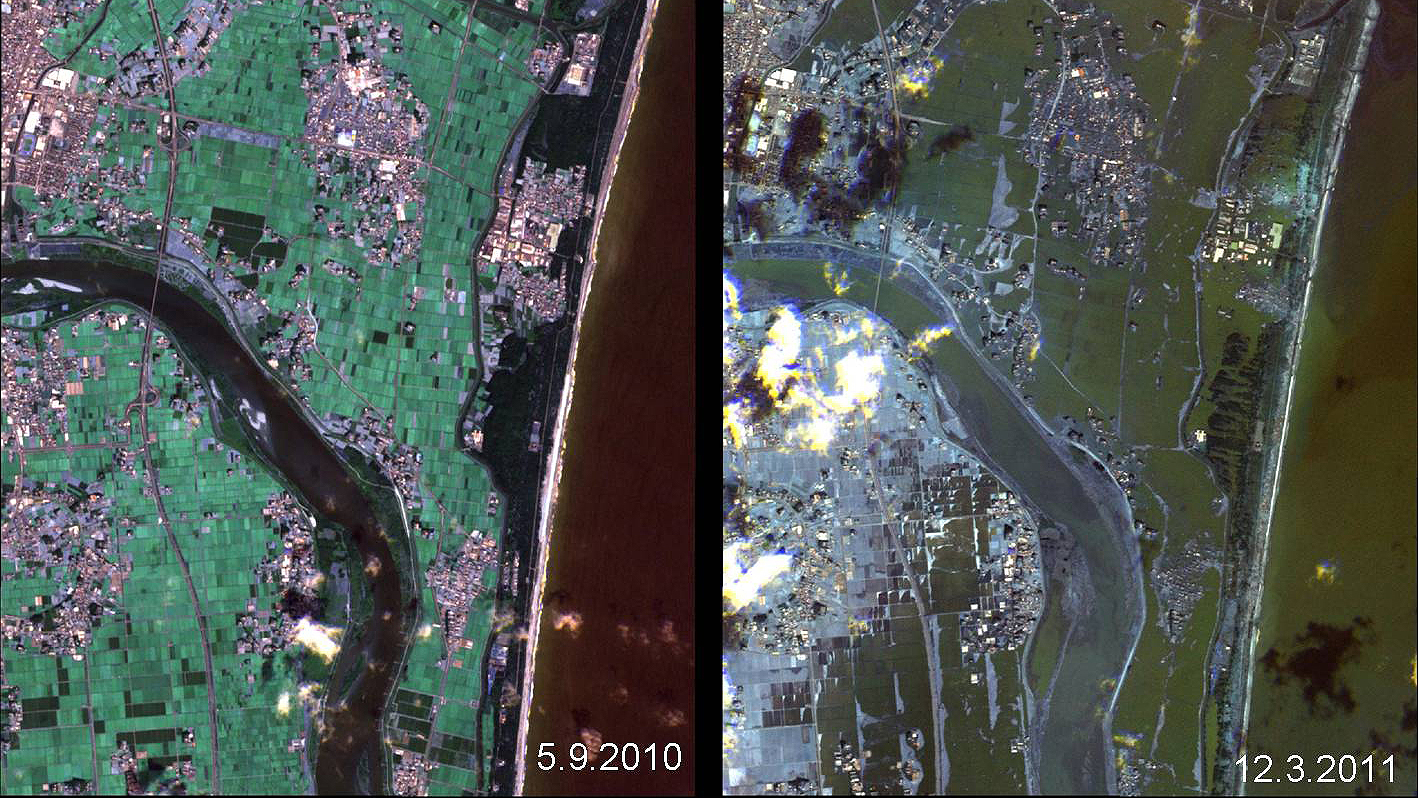
Küstenabschnitt vom nördlichen Watari (auf dem Bild unter dem Fluss Abukama) und südlichen Iwanuma (Satellitenaufnahmen vom 5. September 2010 und 12. März 2011)
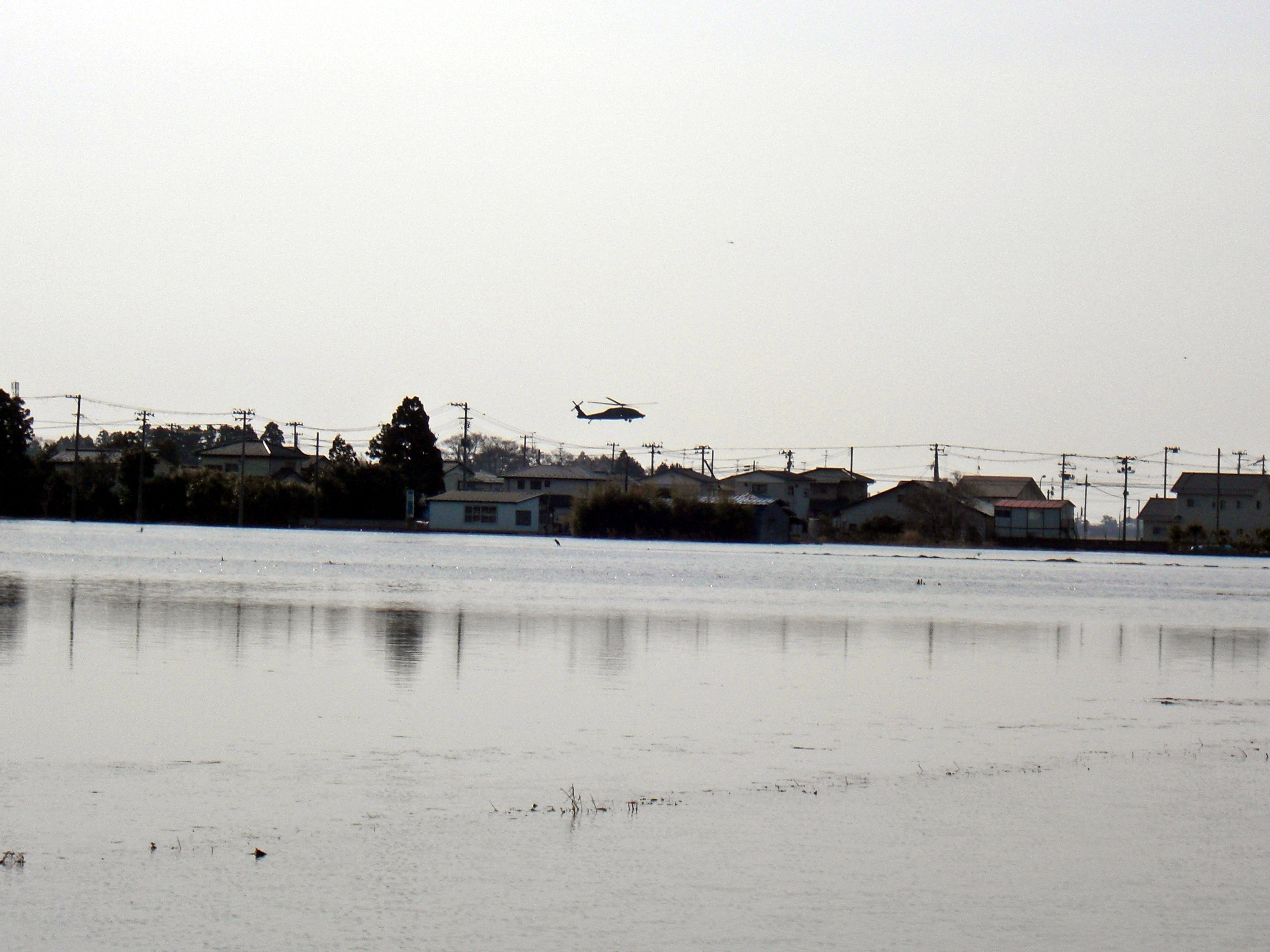
Sikorsky UH-60-Helikopter bei einer Search-and-rescue-Aktion über dem Bezirk Takaya (高屋 地区) mit seinen noch immer überfluteten Reisfeldern (Foto: 13. März 2011)
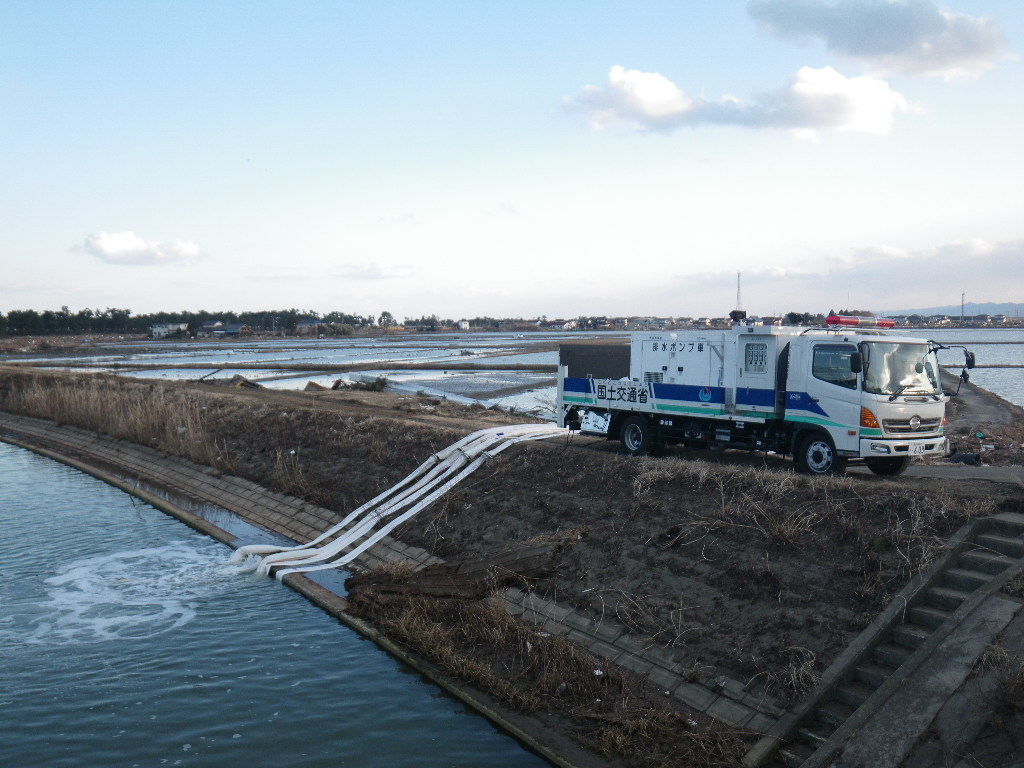
Drainagepumpe im Einsatz zur Entwässerung der überfluteten Felder in Watari mit einem Fahrzeug des MLIT
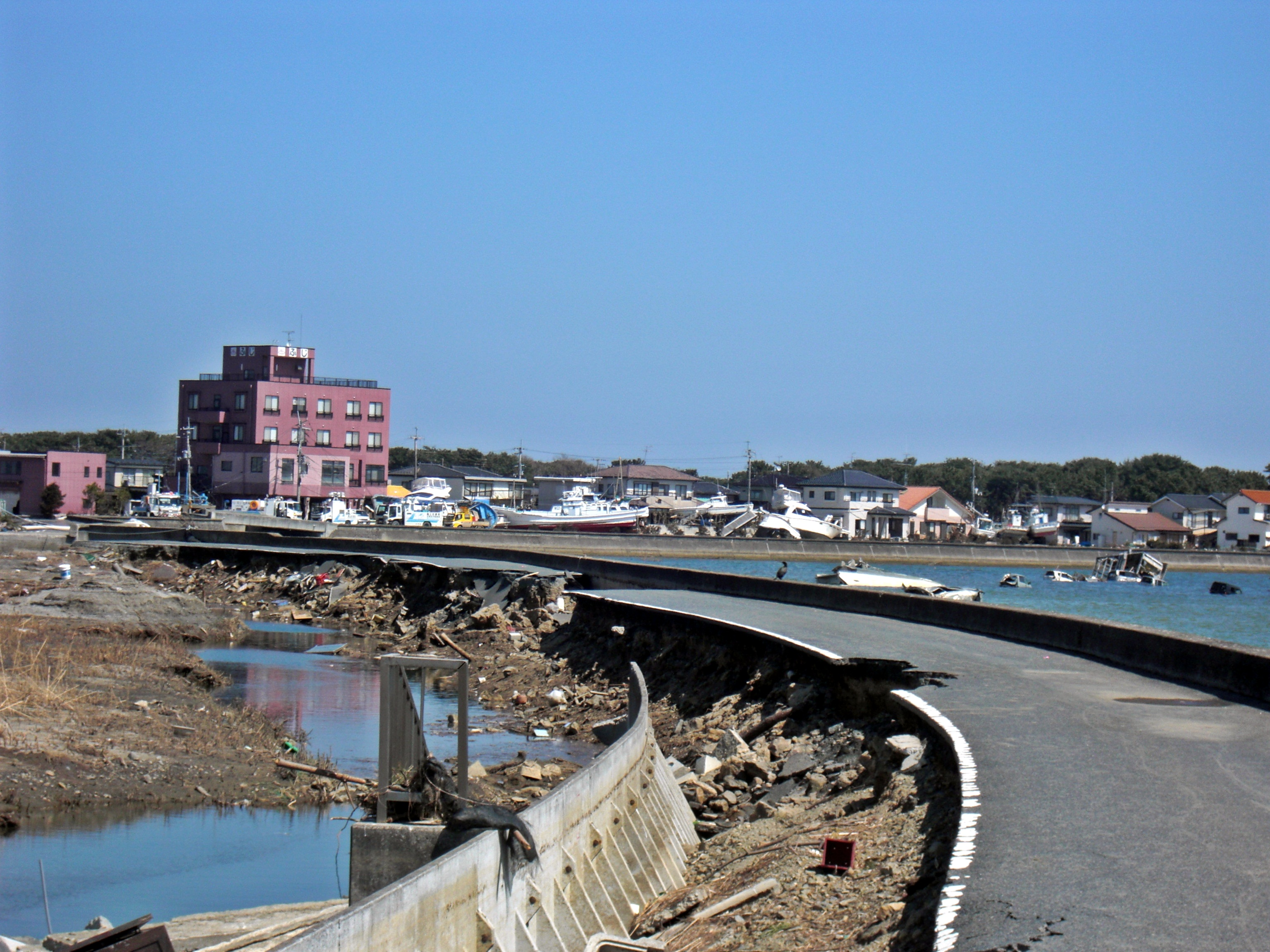
Torinoumi-Gebiet (鳥の海) (Foto: 1. April 2011)
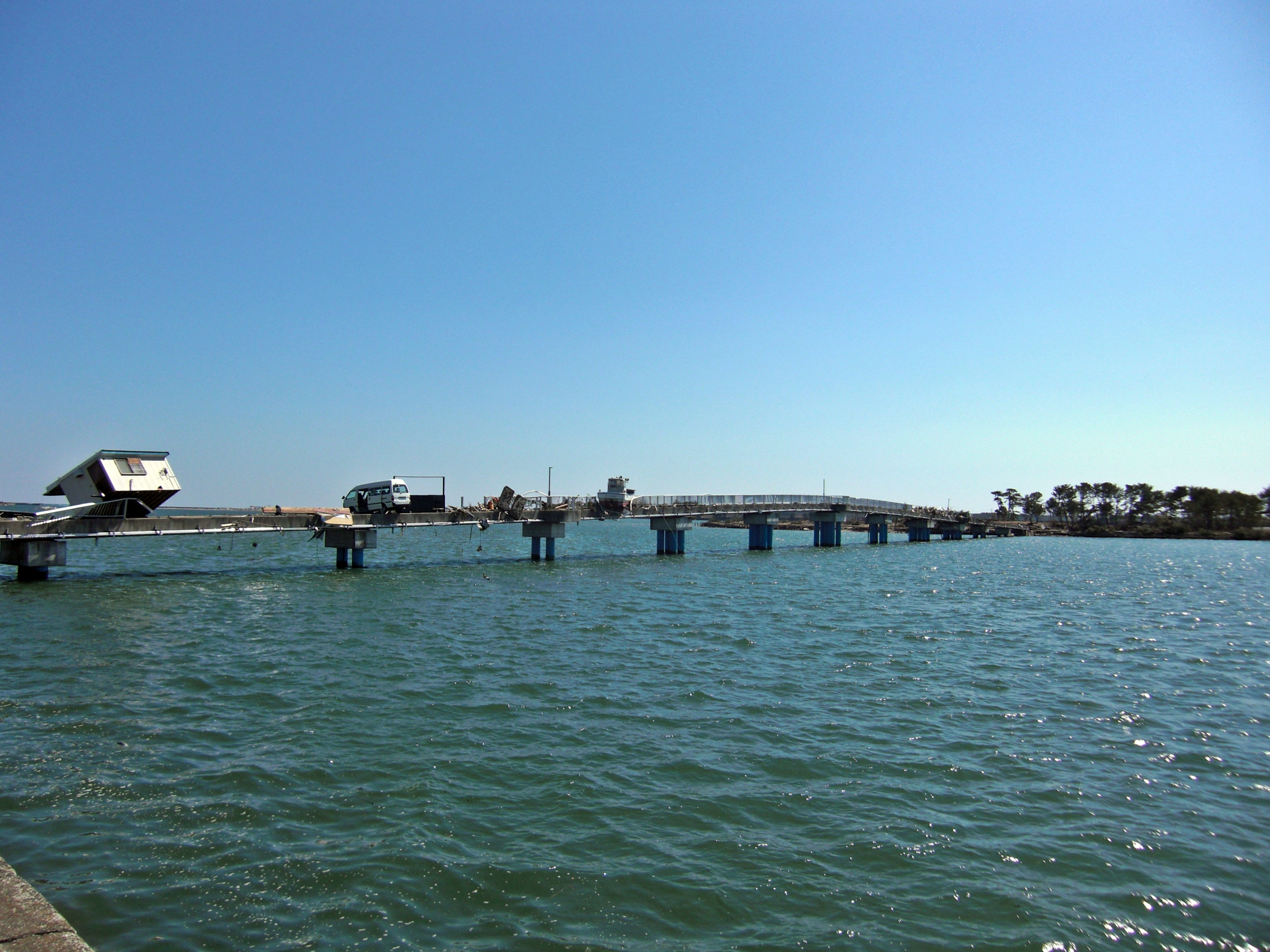
Torinoumi-Gebiet in der Nähe der Insel Hiruzuka (蛭塚) (Foto: 1. April 2011)

## Sehenswürdigkeiten
Bedeutendstes Tourismusziel ist die Torinoumilagune. Das auf Höhe des Meeresspiegels gelegene Areal bildet ein kleines Ästuarsystem mit angegliedertem Marschland an der südwestlichen Küste der Bucht von Sendai. Im November 1986 wurde die Torinoumilagune, die als Feuchtgebiet eine sehr wichtige Funktion als Sammelstelle für Zugvögel einnimmt, für 20 Jahre als präfekturales Naturschutzgebiet mit einer Fläche von 180 ha ausgewiesen.
Weitere Sehenswürdigkeiten sind der 700 Jahre alte Scheinkastanienbaum, der als Naturdenkmal unter Schutz steht, auf dem Gelände des Shōmyō-Tempels (称名寺 Shōmyō-ji), sowie der Watari-Schrein (亘理神社 Watari-jinja) mit den Überresten der alten Burg.

## Verkehr
Watari ist an das japanische Schienennetz mit den Bahnhöfen Hamayoshida, Watari und Ōkuma über die JR East Jōban-Linie nach Tokio und Sendai angeschlossen.
Bedeutende Fernstraßen sind die Jōban-Autobahn nach Misato, sowie die Nationalstraße 6 nach Tokio oder Sendai.

## Bildung
In Watari befinden sich sechs Grundschulen, vier Mittelschulen (Arahama, Ōkuma, Watari und Yoshida) und eine Oberschule.

## Städtepartnerschaften
- Date, Schwesterstadt seit dem 17. April 1981

## Weblinks

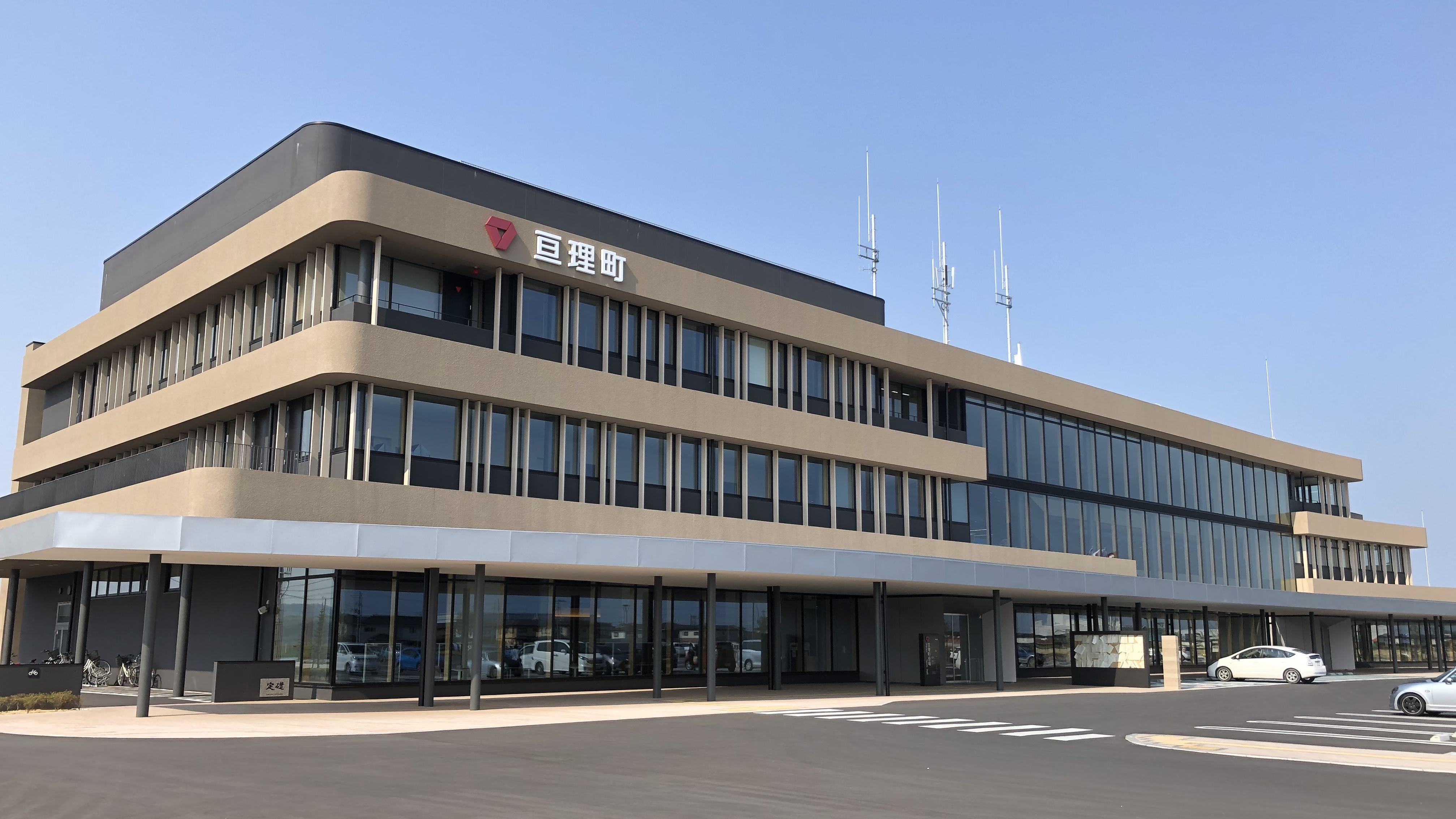
Rathaus von Watari